# Valentin Konavli
Valentin Konavli, slovenski politični delavec, * 16. julij 1885, Pevma, Avstro-Ogrska, † 4. januar 1929, Celje, Kraljevina Srbov, Hrvatov in Slovencev.
Rodil se je v družini Valentina in Marije Konavli rojene Terpin v Pevmi. Bil je kovaški in livarski pomočnik. Po vstopu Henrika Tume leta 1908 v Jugoslovansko socialdemokratsko stranko je postal uslužbenec bolniške blagajne v Gorici, kmalu nato pa član odbora Organizacije socialistične mladine za Goriško. Leta 1915 je bil vpoklican v 97. pehotni polk. Z njim je bil v Galiciji, na Ogrskem in številnih drugih krajih v zaledju fronte. Leta 1917 se je zdravil v Gradcu. Po vojni je poiskal člane svoje družine v avstrijskih begunskih taboriščih in se skupaj z njimi naselil v Strnišču. Tu je nadaljeval politično-socialno delo in bil med ustanovitelji izobraževalnega društva Svoboda. Pisal je prispevke za liste: Naprej, Delavska politika in Socialist. Bil pa je tudi aktiven pri organizaciji zadružništva. Kot vodja Borze dela je služboval v raznih krajih. Nazadnje je bil vodja podružnice v Celju. Tu je bil tudi član ravnateljstva Celjske mestne hranilnice.